# Коновалов, Владимир Николаевич
Владимир Николаевич Коновалов (1925—2017) — советский государственный деятель, организатор машиностроительного производства. Герой Социалистического Труда.

## Биография
Родился 23 марта 1925 года в селе Елово Сарапульского округа Уральской губернии (ныне — Еловский район Пермского края).
15 ноября 1942 года призван в РККА. Младший техник-лейтенант, воевал на 3-м и 2-м Украинских фронтах. Участник освобождения Украины, Молдавии, Румынии, Венгрии и Чехословакии. Был ранен.
Окончил Московское высшее техническое училище им. Н. Э. Баумана (1952) по специальности «Технология машиностроения, металлорежущие станки и инструменты» и был направлен на Днепропетровский машиностроительный завод № 586 (производство первых советских баллистических ракет). Работал руководителем группы, начальником производства № 3, и. о. заместителя главного конструктора ОКБ, заместителем начальника 1-го производства.
В 1961—1974 гг. — директор Златоустовского машиностроительного завода; в 1975—1988 гг. — заместитель министра общего машиностроения; с 1988 г. — заместитель председателя Госснаба СССР.
Внёс вклад в реконструкцию завода, освоение и производство новой ракетной техники и товаров народного потребления, строительство новых корпусов, жилого района и объектов социально-культурного назначения. Автор печатных работ, в том числе 2 монографий. Кандидат технических наук (1971).
Похоронен на Митинском кладбище Москвы.
Герой Социалистического Труда (1969). Награждён тремя орденами Ленина, орденами Октябрьской Революции, Красной Звезды, Отечественной войны 1-й степени, медалями.

## Награды
- Медаль «Серп и Молот»
- Орден Ленина (1969)
- Орден Октябрьской Революции
- Орден Красной Звезды
- Премия Правительства Российской Федерации имени Ю. А. Гагарина в области космической деятельности (в составе группы, за 2016 год) — за организацию разработки и создания ракетно-космической техники, использования результатов космической деятельности на базе системы космических средств двойного назначения
- Медали